# Wapen van Giethoorn
Het wapen van Giethoorn is het wapen van de voormalige Overijsselse gemeente Giethoorn. Het wapen werd op 14 november 1898 door de Hoge Raad van Adel aan de toenmalige gemeente toegekend. Giethoorn is gesticht door monniken die de plaats Geytenhorn doopten, dit verwerd in de loop der tijden tot Giethoorn. De naam komt van de geitenhoorns die na een stormvloed zijn gevonden. Twee van deze geitenhoorns zijn in het wapen terechtgekomen. Het is een sprekend wapen.

## Blazoen
Het blazoen dat aan het wapen in 1898 werd toegekend luidde als volgt:
In goud twee geitenhorens aan een gedeelte van den schedel bevestigd, van sabel, waartussen een kruisje van hetzelfde.
In tegenstelling tot de afbeelding van rond 1925 was het wapen goud van kleur met zwarte geitenhoorns met daartussen een zwart kruis.
Ambt Almelo
· Ambt Delden
· Ambt Hardenberg
· Ambt Ommen
· Ambt Vollenhove
· Avereest
· Bathmen
· Blankenham
· Blokzijl
· Brederwiede
· Den Ham
· Denekamp
· Diepenheim
· Diepenveen
· Genemuiden
· Giethoorn
· Goor
· Grafhorst
· Gramsbergen
· Hasselt
· Heino
· Holten
· IJsselham
· IJsselmuiden
· Kamperveen
· Kuinre
· Lonneker
· Markelo
· Nieuwleusen
· Noordoostpolder
· Oldemarkt
· Olst
· Ootmarsum
· Rijssen
· Stad Almelo
· Stad Delden
· Stad Hardenberg
· Stad Ommen
· Stad Vollenhove
· Steenwijk
· Steenwijkerwold
· Urk
· Vollenhove
· Vriezenveen
· Wanneperveen
· Weerselo
· Wijhe
· Wilsum
· Zalk en Veecaten
· Zwartsluis
· Zwollerkerspel